# Berufskolleg Stadtmitte der Stadt Mülheim an der Ruhr

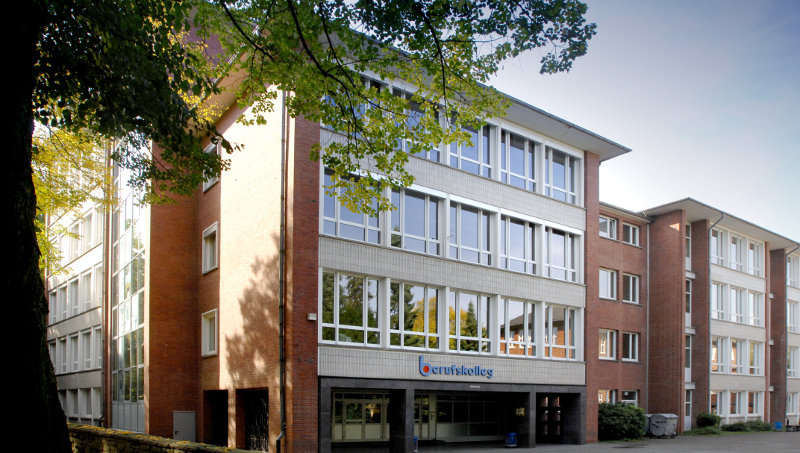
Berufskolleg Stadtmitte – Standort Kluse

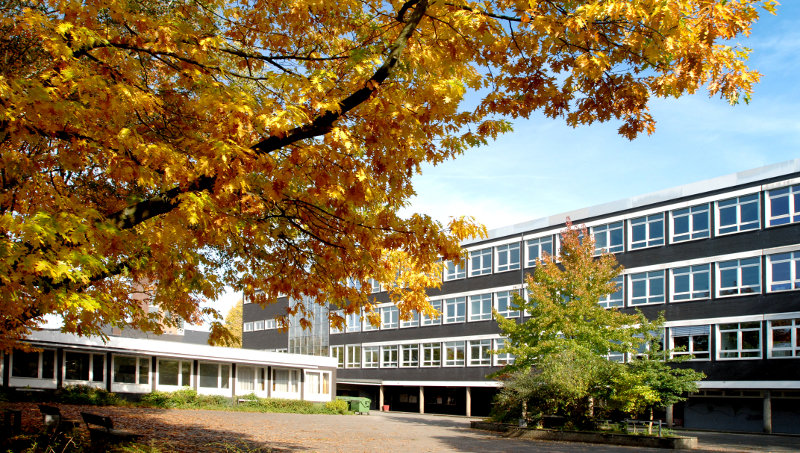
Berufskolleg Stadtmitte – Standort Von-Bock-Straße

Das Berufskolleg Stadtmitte der Stadt Mülheim an der Ruhr ist eine Schule der Sekundarstufe II mit den Schwerpunkten Gesundheits- und Sozialwesen am Standort Von-Bock-Straße und Naturwissenschaften und Technik am Standort Kluse.

## Bildungsangebot
Das Berufskolleg Stadtmitte bietet 40 verschiedene Bildungsgänge in den vier Schwerpunkten an:
- Berufsschule

Fachklassen des dualen Systems der Berufsausbildung:
Chemielaborant/in, Elektroniker/in – Betriebstechnik, Elektroniker/in – Energie- und Gebäudetechnik, Fachkraft für Veranstaltungstechnik, Kfz-Mechatroniker/in, Maler- und Lackierer/in, Fachinformatiker/in, Friseur/in, Industriemechaniker/in, Technische/r Produktdesigner/in, Zerspanungsmechaniker/in, Kooperative Ingenieurausbildung, Physiklaborant/in
Bildungsgänge der Ausbildungsvorbereitung:
- in den Bereichen Chemie- und Physiktechnik und Sozial- und Gesundheitswesen
- Internationale Förderklasse
- Berufsfachschule

zum Hauptschulabschluss führend:
- Einjährige Berufsfachschule – Elektrotechnik, Gesundheitswesen, Metalltechnik
zum mittleren Schulabschluss führend:
- Einjährige Berufsfachschule – Elektrotechnik, Gesundheitswesen, Metalltechnik
- Zweijährige Berufsfachschule – Kinderpfleger/in, Sozialhelfer/in
zur Fachhochschulreife führend:
- Zweijährige Berufsfachschule – Technik/Elektrotechnik, Gesundheit und Soziales
- Dreijährige Berufsfachschule – Chemisch-technische(r) Assistent(in), Informationstechnische(r) Assistent(in), Physikalisch-technische(r) Assistent(in)
- Fachoberschule Klasse 11/12 und 12B – Sozial- und Gesundheitswesen
- Fachschule

- Fachschule für Technik – Chemietechnik, Maschinenbautechnik
- Fachschule für Sozialwesen – Sozialpädagogik

## Förderverein
Ziel des Fördervereins ist es, das Berufskolleg durch Geldmittel für Anschaffungen zu unterstützen. Dem als gemeinnützig anerkannten eingetragenen Förderverein gehören Eltern, Lehrer, Ehemalige Schüler, sowie Ausbildungs- und Dienstleistungsbetriebe an.
Der „Förderverein des Berufskollegs Stadtmitte der Stadt Mülheim an der Ruhr e.V.“ verfolgt gemeinnützige Zwecke zur Förderung der schulischen und beruflichen Bildung.
Wesentliche Aufgaben des Fördervereins sind…
- die Unterstützung der fachbezogenen Bildungsarbeit durch geldliche und materielle Mittel in allen Ausbildungsgängen,
- die Zusammenführung der an der beruflichen Bildung interessierten öffentlichen und
- privaten Stellen und Persönlichkeiten zum Meinungs- und Erfahrungsaustausch,
- die Öffentlichkeitsarbeit zur Darlegung der Notwendigkeit qualifizierter schulischer Berufsbildung sowie
- die Förderung von ausbildungsrelevanten Schülerprojekten.

## Kooperationspartner
- zdi-Zentrum Mülheim an der Ruhr
- Hochschule Ruhr West
- Cisco Systems – Cisco Networking Academy
- LabVIEW Academy

## Bekannte Absolventen
- Reinhard Paß (* 1955) – vom 21. Oktober 2009 bis 20. Oktober 2015 Oberbürgermeister der Stadt Essen[1]

## Geschichte
Die Gründung der Handwerker-Fortbildungsschule der Gemeinde Mülheim erfolgte im Jahr 1852. Sie zog 1913 in das Schulhaus an der Friedrichstraße um. Die Umbenennung der Fortbildungsschule erfolgte 1921, fortan war sie eine Berufsschule. Nach dem Zweiten Weltkrieg wurden 1951 die Gebäude A und B (heute B und C) an der Kluse fertiggestellt. Im Folgejahr konnte das hundertjähriges Bestehen der Mülheimer Berufsschule gefeiert werden.
Die bisherige Bündelschule wurde 1960 aufgelöst, es entstanden dabei drei eigenständige Berufsschulen:
- Gewerblich-Technische Berufs- und Berufsaufbauschule der Stadt Mülheim an der Ruhr (heute: Berufskolleg Stadtmitte, Standort Kluse)
- Gewerbliche und hauswirtschaftliche Berufsschule mit Berufsfachschule der Stadt Mülheim an der Ruhr (heute: Berufskolleg Stadtmitte, Standort Von-Bock-Straße)
- Kaufmännische Berufsschule der Stadt Mülheim an der Ruhr (heute: Berufskolleg Lehnerstraße)

Zwei Jahre später, 1962, konnte der neuen Gebäudeteils C (heute A) an der Kluse bezogen werden. Die Einweihung des Neubaus des Gebäudes an der Von-Bock-Straße erfolgte 1965. Ein Jahr später wurde die Bezirksfachklasse für Physiklaboranten (Standort: Kluse) eingerichtet, 1969 die „Fachschule für Sozialpädagogik“ (Von-Bock-Straße) und die „Fachoberschule für Technik“ (Kluse). Die Einrichtung der dreijährigen Berufsfachschule für Technik (Kluse) folgte ab 1985.
Die Standorte Kluse und Von-Bock-Straße wurden im Jahr 2000 zum heutigen „Berufskolleg Stadtmitte“ der Stadt Mülheim an der Ruhr zusammengelegt. Es folgte 2011 die Einrichtung der Fachoberschule Klasse 13 für Sozial- und Gesundheitswesen.